# 灰色かび病
灰色かび病（はいいろかびびょう、英: Gray mold）は、ボトリティス・シネレア（Botrytis cinerea）という糸状菌による植物の病害。

## 概要
ボトリティス・シネレアは世界的に分布しており、200種以上の果樹、野菜、花卉（かき）の果実、花弁、茎葉に灰色かび病を引き起こすことが知られている。
宿主の範囲が広いため、耕種的防除や抵抗性品種の育成による防除が難しく、殺菌剤の散布が行われる。1970年代からは主にベンズイミダゾール系薬剤が使用されたが、1971年にオランダ、1974年に日本で耐性菌が確認された。1970年代末から1980年代初めにかけて圃場で耐性菌が出現しにくいとされたジカルボキシイミド系薬剤が実用化されたが、普及直後に世界各国で耐性菌が分離され問題になった。そこで薬剤による防除では耐性菌の出現を防ぐために単一薬剤ではなく、複数の薬剤のローテーション散布が効果的と考えられるようになった。

## 種類

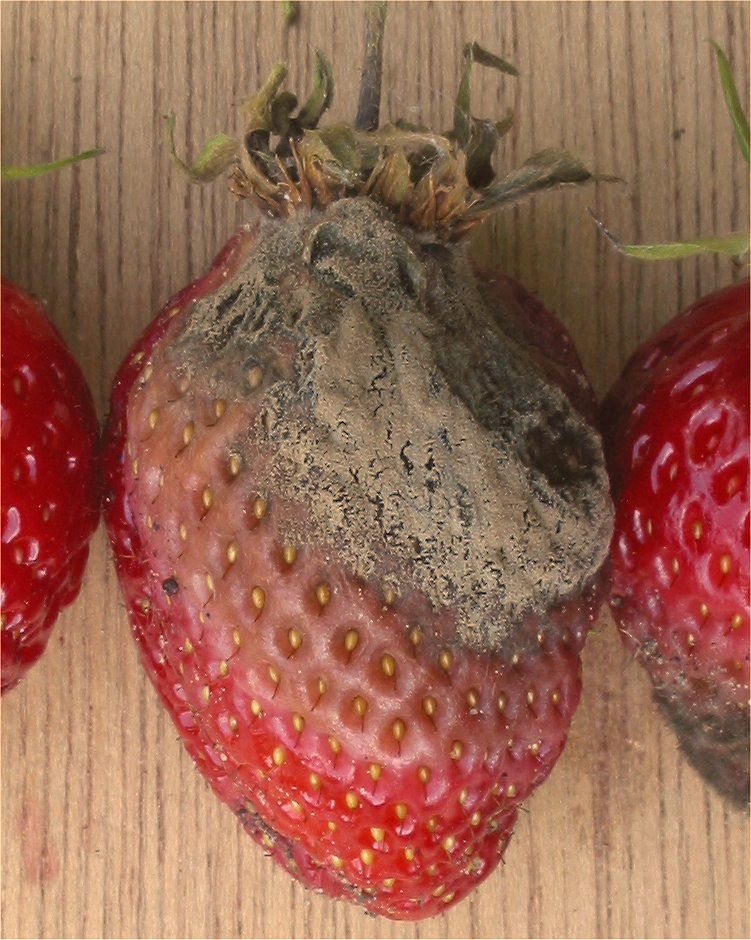
灰色かび病に感染したイチゴ

以下では代表的な作物の灰色かび病について述べる。
トマト灰色かび病
果実、花弁、葉などのほか、茎や葉柄にも病斑が出る。防除対策として換気、マルチの使用、発病果や発病葉の速やかな除却や焼却などを行う。
ナス灰色かび病
開花が終わったしぼんだ花から発生して花弁に灰色のカビを生じ、ガクや果梗に及ぶこともある。防除対策として換気、マルチの使用、発病果や発病葉の速やかな除去などを行う。
キュウリ灰色かび病
花、幼果、葉、巻きひげに発生し、開花が終わったしぼんだ花の花弁に灰色のカビを生じる。地面に近い果実に被害が出やすく、幼果は黄褐色となって柔らかくなり腐る。菌核病と発生時期が重なるが、菌核病の場合は発病部に白色の菌糸を生ずる。
イチゴ灰色かび病
果実、がく、果梗、葉、葉柄など地上部に発生する。初期には下葉などが枯死して病原菌が寄生増殖し、これが果実に移ると褐変して灰色のカビを密生する。
ブドウ灰色かび病
ブドウの開花期と成熟期にあたる平均気温25℃前後の湿度が高い時期に多く発生する。

## 備考
- ボトリティス・シネレアが特定の醸造用のブドウの果実に付着して代謝作用が働いたものを貴腐果といい、貴腐ワインの原料となることから同菌は貴腐菌とも呼ばれている[1]。